# Paralouatta
Paralouatta is een geslacht van uitgestorven grijpstaartapen (Atelidae) die van het Mioceen tot Pleistoceen op Cuba leefden. 

## Fossiele vondsten
Paralouatta was een langlevend geslacht. P. marianae leefde tijdens het Vroeg-Mioceen. Fossielen van deze soort zijn gevonden in de Lagunitas-formatie bij Domo de Zaza. De vondsten hebben een ouderdom van ongeveer 18 miljoen jaar. Op dezelfde locatie zijn ook fossielen gevonden de luiaard Imagocnus en de hutia Zazamys. 
De typesoort P. varonai leefde op tijdens het Pleistoceen met fossiele vondsten in Pinar del Río.

## Kenmerken
De bouw van het skelet wijst er op dat Paralouatta gedeeltelijk op de grond leefde. Het voedingspatroon omvatte bladeren en fruit. Met een geschat gewicht van 8,4 kg had P. varonai het formaat van een rode brulaap. P. marianae was met een gewicht van circa 4,7 kg kleiner.

## Verwantschap
Voorheen werd Paralouatta samen met de andere uitgestorven apen van de Grote Antillen tot de Xenothrichini gerekend. Latere studies wezen op nauwere verwantschap met de brulapen (Alouattinae).